# اخلاق صغیر
اخلاق صغیر (به آلمانی: Minima Moralia: Reflexionen aus dem beschädigten Leben) کتابی از فیلسوف آلمانی تئودور آدورنو است که در سال ۱۹۵۱ نوشته شده. این کتاب یکی از متنهای مهم نظریه انتقادی محسوب می‌شود که آدورنو نوشتنش را طی جنگ جهانی دوم و در سال ۱۹۴۴ آغاز کرد و نوشتنش تا سال ۱۹۴۹ طول کشید. وقتی کتاب تمام شد آدورنو در تبعید در آمریکا بود. در اصل آدورنو این کتاب را برای پنجاهمین سالگرد تولد دوست و همکارش ماکس هورکهایمر نوشته بود که در نگارش دیالکتیک روشنگری در کنارش بود.
اسم این کتاب اشاره ای است به کتاب «اخلاق کبیر» که توسط ارسطو (منسوب به ارسطو) در باب اخلاقیات نوشته شده بود.

## ترجمه به فارسی
این کتاب را حمید فرازنده به فارسی برگردانده است. نشر نقش خورشید هم آن را منتشر کرده است. 